# Two Fathers
 (juillet 2025).
Pour plus de détails, voir Fiche technique et Distribution.

Two Fathers est un court-métrage britannique réalisé par Anthony Asquith, sorti en 1944.

## Fiche technique
- Réalisateur : Anthony Asquith
- Scénario : Anthony Asquith d'après une histoire de V.S. Pritchett
- Production : British Ministry of Information
- Producteur : Arthur Elton
- Pays d'origine : Royaume-Uni
- Musique : Clifton Parker
- Directeur de la photographie : Jonah Jones
- Directeur artistique : Edward Carrick
- Genre : Guerre
- Durée : 13 minutes

## Distribution
- Paul Bonifas : Le père de famille français
- Everley Gregg
- David Keir
- Bernard Miles : Le père de famille anglais
- Margaret Yarde
- Arthur Young